# Округ Патнам (Тенеси)
Округ Патнам (енгл. Putnam County) је округ у америчкој савезној држави Тенеси.

## Демографија
По попису из 2010. године број становника је 72.321, што је 10.006 (16,1%) становника више него 2000. године.
| Група             | 2000.          | 2010.          |
| Белци             | 58.088 (93,2%) | 65.052 (89,9%) |
| Афроамериканци    | 1.064 (1,7%)   | 1.455 (2,0%)   |
| Азијати           | 581 (0,9%)     | 846 (1,2%)     |
| Хиспаноамериканци | 1.891 (3,0%)   | 3.858 (5,3%)   |
| Укупно            | 62.315         | 72.321         |